# 2830 Гринвіч
2830 Гринвіч (2830 Greenwich) — астероїд головного поясу, відкритий 14 квітня 1980 року.
Тіссеранів параметр щодо Юпітера — 3,382.